# La Araña (Málaga)
La Araña es un barrio litoral periférico e la ciudad española de Málaga perteneciente al distrito Málaga Este. La Araña es el barrio más oriental del litoral del municipio, situado en la zona oriental de la bahía de Málaga, muy cerca de la La Cala del Moral, ya en el municipio del Rincón de la Victoria y de la que lo separa el arroyo Totalán. Según la delimitación oficial del ayuntamiento, limita al norte con Fábrica de Cemento y La Platina, al oeste con El Candado, al este con el término municipal del Rincón de la Victoria y al sur con el mar Mediterráneo.
Alguno de los puntos de interés que se encuentran en La Araña, son la playa del Peñón del Cuervo, característica por la formación rocosa situada junto a la orilla del mismo nombre; la Cementera, que actualmente opera la empresa Italcementi Group y el Parque Prehistórico de Málaga, enclavado en una zona kárstica que concentra numerosos yacimientos arqueológicos del Pleistoceno Superior, donde se encuentra el yacimiento arqueológico de la Araña.
Ninguna línea de autobús urbano de la EMT llega hasta el barrio.

## Historia
El barrio surge a lo largo del siglo XIX como un pequeño asentamiento de pescadores sin importancia. El asentamiento tomó el nombre de la playa en la que se situaba, que era conocida como playa de la Araña. El nombre de la playa a su vez se debe a que el pez más frecuente en la zona era el pez araña. También es posible, que el nombre derive de un antiguo caserío conocido como "La Araña" existente en Jarazmín. En 1915, se elige La Araña como lugar para la construcción de una fabrica de cemento, la cual hoy día continúa en funcionamiento. El barrio creció cuando comenzaron a llegar los trabajadores de la nueva cementera y sus familias. 
En los años 1980, con la construcción de la Ronda Este, el barrio quedó dividido en dos lo que causó que gran parte de los vecinos abandonaran sus casas. En la actualidad, la mayoría de viviendas de La Araña no están habitadas durante todo el año, y sirven como segunda residencia.

## Transporte
Está comunicada por las siguientes líneas de autobuses interurbanos adscritas al Consorcio de Transporte Metropolitano del Área de Málaga.
| Línea | Trayecto                                      | Recorrido y Horarios | Plano de Línea |
| ----- | --------------------------------------------- | -------------------- | -------------- |
| M-160 | Málaga-Rincón de la Victoria-Cotomar          | Recorrido y Horarios | Plano          |
| M-161 | Málaga-Totalán                                | Recorrido y Horarios | Plano          |
| M-163 | Málaga-Los Rubios                             | Recorrido y Horarios | Plano          |
| M-260 | Málaga-Vélez-Málaga (por Torre de Benagalbón) | Recorrido y Horarios | Plano          |
| M-261 | Málaga-Benagalbón-Moclinejo                   | Recorrido y Horarios | Plano          |
| M-262 | Málaga-Benagalbón-Almáchar                    | Recorrido y Horarios | Plano          |
| M-361 | Moclinejo-La Cala del Moral                   | Recorrido y Horarios | Plano          |
| M-362 | Málaga-Nerja (por Torre de Benagalbón)        | Recorrido y Horarios | Plano          |
| M-363 | Málaga-Torrox (por Torre de Benagalbón)       | Recorrido y Horarios | Plano          |
| M-364 | Málaga-Periana (por Torre de Benagalbón)      | Recorrido y Horarios | Plano          |
| M-365 | Málaga-Riogordo (por Torre de Benagalbón)     | Recorrido y Horarios | Plano          |

## Feria
En la tercera semana de julio, en el recinto ferial del barrio tiene lugar la  Verbena Popular de La Araña, en la que la asociación de vecinos de la barriada junto a la Junta Municipal del Distrito Este organizan una serie de actividades para todas las edades. 